# Kłodeń
Kłodeń – część wsi Andrzejów w Polsce położona w województwie lubelskim, w powiecie chełmskim, w gminie Kamień. 
W latach 1975–1998 Kłodeń należał administracyjnie do województwa chełmskiego.